# Hoplistocerus prominulosus
Hoplistocerus prominulosus là một loài bọ cánh cứng trong họ Cerambycidae.